# لغات كارتفيلية
اللغات الكارتفيلية ((بالجورجية: ქართველური ენები)‏) (والتي تعرف أيضًا باسم لغات جنوب القوقاز) هي لغة يتم التحدث بها في جورجيا، مع مجموعات كبيرة من المتحدثين الأصليين في روسيا والولايات المتحدة والاتحاد الأوروبي وإسرائيل  والأجزاء الشمالية الشرقية من تركيا. هناك ما يقرب من 5.2 مليون متحدث بهذه اللغة في جميع أنحاء العالم.

ولم يذكر أن هذه اللغة تتعلق بأي مجموعة لغات أخرى ومن ثم فهي من عائلة اللغة الأولى في العالم. يرجع تاريخ المصدر الأول الأدبي باللغة الكارتفيلية (نقش أنتوني أبا، يتألف من نص جورجي قديم في دير جورجي بالقرب من بيت لحم) إلى عام 440 ميلادي.

## الحالة الاجتماعية والثقافية
اللغة الجورجية هي اللغة الرسمية في جورجيا (يتحدث بها 90٪ من السكان) واللغة الرئيسية للاستخدام الأدبي وفي الأعمال التجارية لجميع المتحدثين باللغة الكارتفيلية في جورجيا. فهي مكتوبة بالأبجدية الأصلية والمميزة، وأقدم نص أدبي على قيد الحياة يرجع تاريخه إلى القرن الخامس الميلادي - اللغة القوقازية الوحيدة التي لا تمتلك تقليدًا أدبيًا قديمًا. يبدو أن أقدم نص جورجي يأتي من الآرامية، مع بعض التأثيرات اليونانية.
لقد كتبت اللغة المنغرلية بالأبجدية الجورجية منذ عام 1864، وخاصة في الفترة من عام 1930 حتى 1938 عندما عاش المنغرليون فترة من الاستقلال الثقافي، وبعد عام 1989.
وكتبت لغة لاز في الأساس بين عامي 1927 و1937، ومرة أخرى الآن في تركيا، بالأبجدية اللاتينية. على الرغم من ذلك، تختفي هذه اللغة حيث إن متحدثيها ينخرطون في حياة المجتمع التركي السائدة.

## التصنيف
تتكون عائلة اللغة الكارتفيلية من أربع لغات ترتبط ارتباطًا وثيقًا:
- سفان (ლუშნუ ნინ، lušnu nin)، يتحدث بها ما يقرب من 35000 إلى 40000 خاصة في المنطقة الجبلية الواقعة في شمال غرب سفانيتي، جورجيا (دولة) جورجيا، وفي كورودي جورج في أبخازيا، جورجيا.
- كارتو-زان
  - الجورجية (ქართული ენა، kartuli ena) يتحدث بها حوالي 4.5 مليون وخاصة في جورجيا. توجد مجتمعات تتحدث اللغة الجورجية في روسيا وتركيا وإيران وإسرائيل والاتحاد الأوروبي ولكن الرقم الحالي وتوزيعهم غير معروف.
  - زان
    - المنغرلية (მარგალური ნინა, margaluri nina)، يتحدث بها حوالي 500000 بحسب إحصائيات عام 1989، وخاصة في المناطق الغربية من جورجيا وهي ساميغريلو وأبخازيا (وفي الوقت الحالي في ضاحية غالي فقط). وقد انخفض بشدة عدد متحدثي اللغة المنغرلية في أبخازيا في التسعينيات من القرن العشرين نتيجة التطهير العرقي لسكان جورجيا، حيث كان أغلبيتهم من المنغرليين. وقد توزع عدد المنغرليين من أبخازيا في أماكن أخرى من المنطقة التي تحكمها جورجيا، مع وجود أعداد كبيرة في تبليسي وزوغديدي.
    - لاز (ლაზური ნენა, lazuri nena) يتحدث بها حوالي 220000 طبقًا لإحصائيات عام 1980، معظمهم في البحر الأسود في المنطقة الساحلية شمال شرق تركيا، وحوالي 30000 في أدجارا، جورجيا.